# Lars Pochnicht

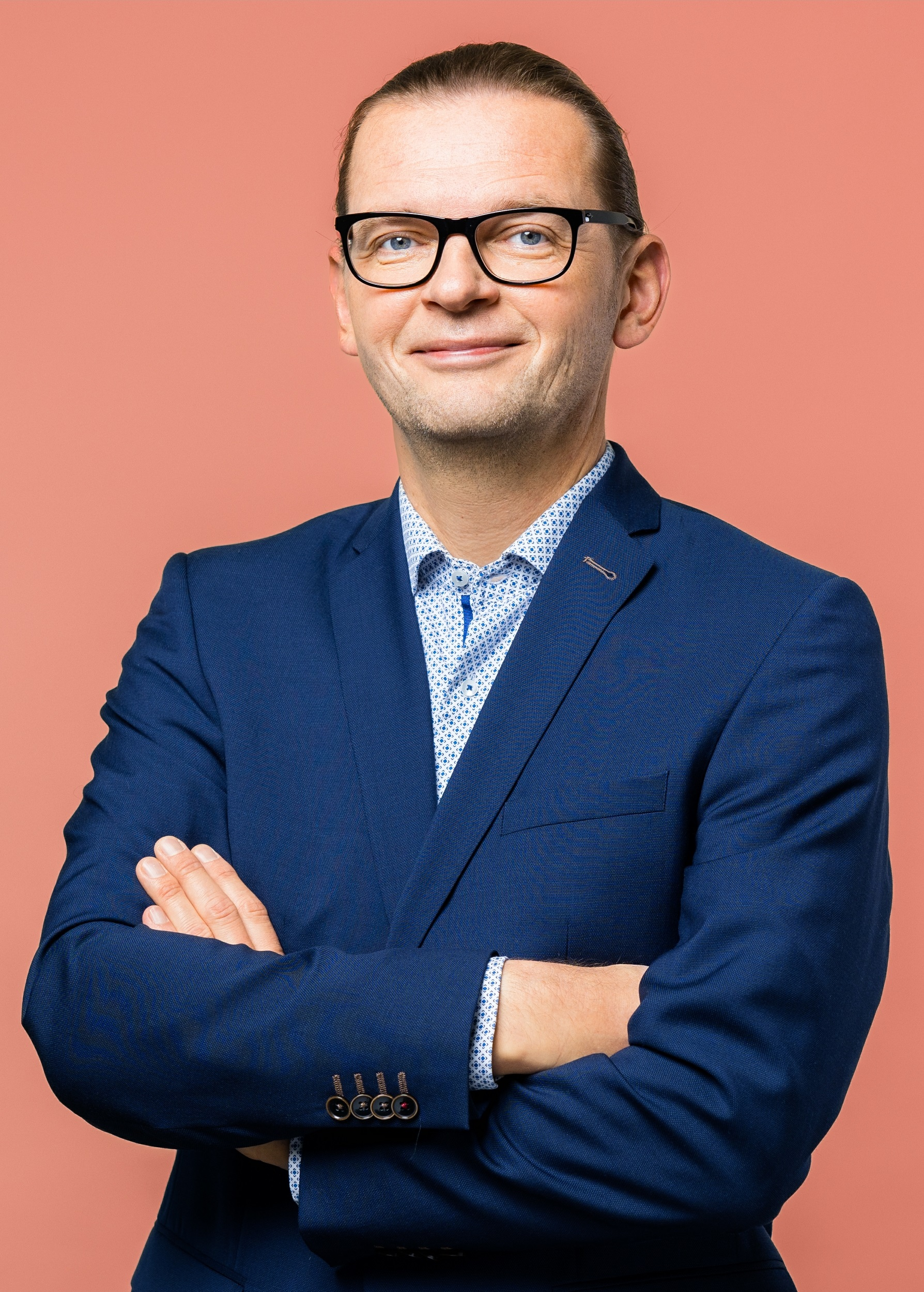
Lars Pochnicht (2025)

Lars Pochnicht (* 14. Oktober 1975 in Hamburg) ist ein deutscher Politiker (SPD). Er war von 2011 bis 2025 Mitglied der Hamburgischen Bürgerschaft.

## Leben
Pochnicht besuchte von 1982 bis 1986 eine Grundschule in Berne und von 1986 bis 1995 ein Gymnasium in Farmsen. Im Anschluss leistete er Zivildienst für die Evangelische Jugendhilfe und studierte Rechtswissenschaften.

## Politische Karriere
Im Jahr 1994 trat Pochnicht der SPD bei. Von 2001 bis 2004 sowie 2008 bis 2011 war er Abgeordneter der Bezirksversammlung im Bezirk Wandsbek. Dort war er Vorsitzender des Ausschusses für Wirtschaft, Verkehr und Tourismus. Er arbeitete zudem als Mitarbeiter im Büro des Abgeordneten Ole Thorben Buschhüter. Von 2006 bis 2008 gehörte er der Deputation der Behörde für Inneres an.
Bei der Bürgerschaftswahl in Hamburg 2008 trat Pochnicht im Wahlkreis Bramfeld – Farmsen-Berne für die SPD an. Mit 3,8 Prozent der Stimmen gelang ihm jedoch nicht der Eintritt in die Bürgerschaft.
Bei der Bürgerschaftswahl in Hamburg 2011 trat er erneut im Wahlkreis 12 an, doch auch dieses Mal genügten ihm 4,1 Prozent der Stimmen nicht für den Einzug ins Parlament. Da der neu gewählte Hamburger Bürgermeister Olaf Scholz jedoch aufgrund seiner Wahl sein Bundestagsmandat niederlegte, rückte der Bürgerschaftsabgeordnete Ingo Egloff in den Deutschen Bundestag nach. Für diesen zog Pochnicht dann am 11. März 2011 in die Hamburgische Bürgerschaft ein.
Bei der Bürgerschaftswahl 2015 gelangte er über ein Direktmandat im Wahlkreis Bramfeld – Farmsen-Berne erneut in die Bürgerschaft.
Bei der Bürgerschaftswahl 2020 gelang Pochnicht erneut der Einzug in die Hamburgische Bürgerschaft.
Bei der Bürgerschaftswahl 2025 verfehlte er den Wiedereinzug in die Bürgerschaft.
Er ist Mitglied der Redaktion der SPD-Zeitung Berner Bote.